# サラリーマン

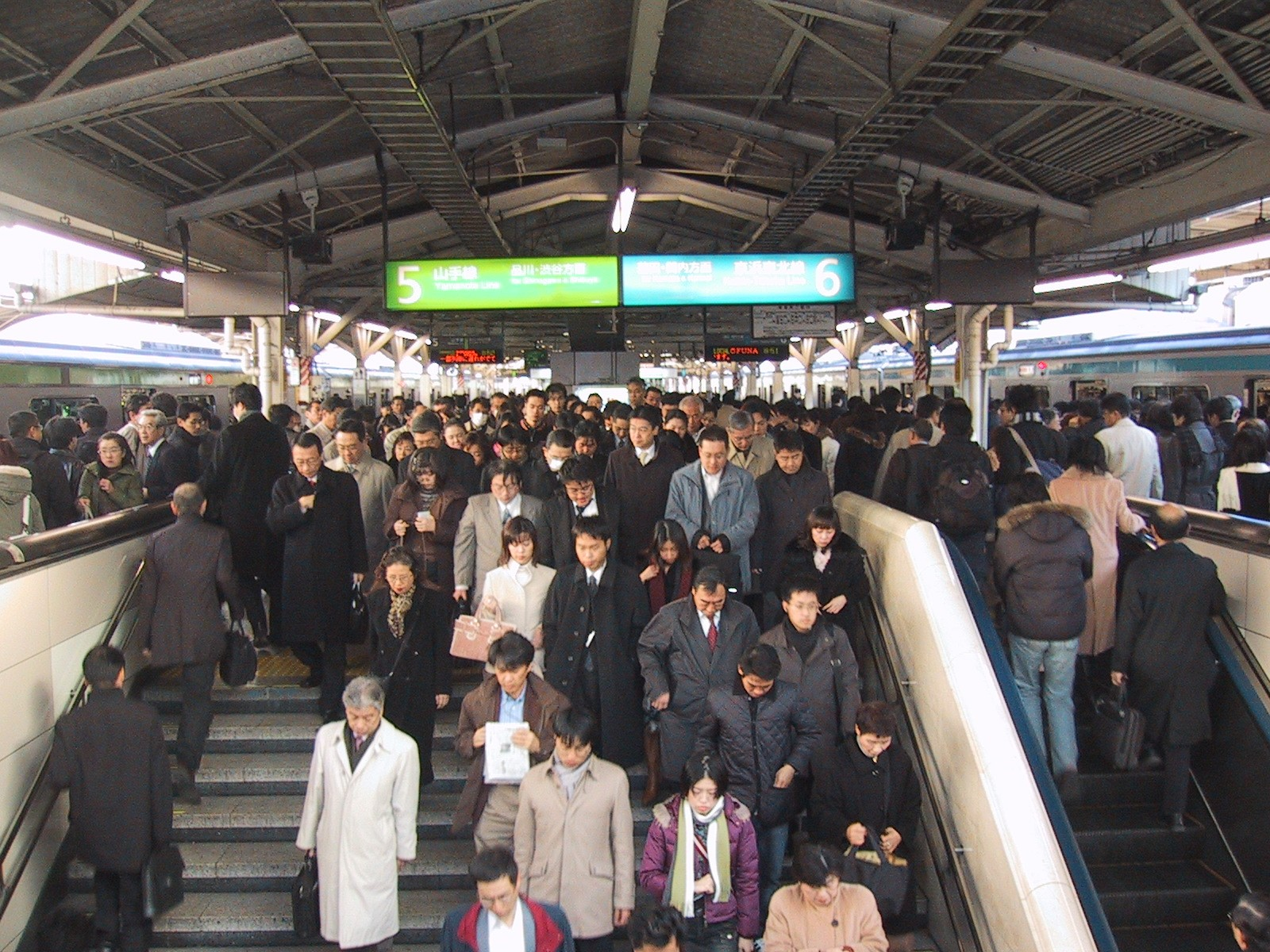
通勤ラッシュは、定時に出勤しようとするサラリーマンなどによって引き起こされる。（東京駅、2005年）。

サラリーマン（英: office worker / 和製英語: Salaryman）は、雇用主から給与を得て生活している者、または、そのような給与所得者によって構成された社会層をいう。この社会層には銀行員なども含まれるが、高級官僚や会社役員はサラリーマンに含まれない。リーマンと略されることがある。大正期に生まれた和製英語であり、男性をイメージさせるため、女性に対してはOLやキャリアウーマンなどと呼び区別する場合もある。後述の通り、侮蔑的な意味を持つとされることがあり、使用しないほうが望ましいという考え方がある。

## 概要
国語辞典で「サラリーマン」の意義をみると、「会社勤めの男性」（デイリーコンサイス国語辞典）のように男性会社員と同等に扱うものもあれば、「給料で生活する人。月給取り。勤め人」（デジタル大辞泉）、「給料生活者。俸給生活者。勤め人。月給取り」（大辞林（第三版））など、毎月の給料で生計を立てている労働者全般のように広く解釈するものもある。なお、総務省「日本標準職業分類」にはサラリーマンという項目はなく、サラリーマンは何らかの職業を指す言葉ではない。
「サラリー」（英語salary）は、古代ローマ時代に、塩を買うために兵士や役人らに与えられた給付金である salarium に由来するとされる。「サラリーマン」という用語は大正時代の1920年頃から使われ始め、大学または専門学校（現在の私立大学）を卒業して民間企業に勤める背広服にネクタイ姿の知識労働者を指す和製英語である。それまで同じ意味の用語として、俸給生活者、勤め人、月給とり、腰弁などと呼ばれていた。
1928年、北海道炭礦汽船会社に勤めていた前田一（後に日本経営者団体連盟初代専務理事）が刊行した『サラリマン物語』が「サラリーマン」という言葉を広めるきっかけになったとされている。医師・弁護士・税理士・社会保険労務士などをはじめとする専門職や会社役員・高級官僚も含まない場合が多い。「サラリーマン」は和製英語であるが、後に欧米でも「"日本の"ホワイトカラーの会社員」を指す普通名詞（salaryman）として浸透しつつある。日本文化を扱った新聞記事や書籍などで度々使用される。
サラリーマンという語が侮蔑的な意味を持つ場合もあり（→#サラリーマンのイメージ）、それを避けるために、主に営業に携わる給料生活者を指してビジネスマンと呼ぶこともある。また、サラリーマンという表現が男性のみを指す印象があるため、テレビなどの公共媒体では、女性のOLを含む総称として「会社員」と表現されることも多い。1985年に始まった「サラリーマン川柳」も、働き方の多様化を受けて、2023年より「サラっと一句!わたしの川柳コンクール」に改称された。
企業の側で人件費節源のために正社員を減らすという傾向も強く、サラリーマンの中でも、リストラに対抗して自己啓発に取り組んだり、会社以外に生きがいを求めたりと、会社頼みの生活から脱却しようとする姿が多く見られる。

## 社会的位置づけ
サラリーマンの多くは新中間層に含まれ、自作農や商店主などの旧中間層と対比される。通常の社会学では新中間層は旧中間層とともに中産階級を構成するが、マルクス主義の立場ではサラリーマンは被雇用者であるため、労働者階級に含まれる。
労働者の世帯収入は中央値の高い順に、①現役・企業年金のある会社員男性、現役・公務員男性と女性、②現役・企業年金のある会社員女性、現役・企業年金のない会社員男性、③現役・企業年金のない会社員女性、完全退職・公務員女性、④完全退職・企業年金のある会社員男性と女性、完全退職・企業年金のない会社員男性と女性、完全退職・公務員男性となっており、ほとんどのサラリーマンの世帯収入は現役公務員に劣る。統計的にも職業別の平均資産額はサラリーマン（民間職員・労務作業者）がもっとも低い。
民間企業の求人倍率は歴史的に定員割れ（求人が求職者を上回る）状態で推移しており、倍率の高い公務員や初期投資を必要とする自営業に比べて就業するのが容易である。植木等の歌にも「サラリーマンは気楽な稼業ときたもんだ」というものがあり（『ドント節』）、こういった社会的位置づけや当時の世相を反映している歌詞としてしばしば取り上げられる。
サラリーマンの仕事に関する満足度は低く、企業年金の有無を問わず、仕事の内容や就業の継続性（失業不安など）、休暇の取りやすさや家庭と仕事の両立などの面において、公務員より満足度が低くなっている。また、サラリーマンの生きがいの保有率は1991年～2016年にかけて一貫して減少を続け2016年には43.6%まで低下している。生きがいを得られる場は「仕事」から「家庭」に移る一方で、「家族の理解・愛情」は減少し、他人との繋がりを求めない人も増えており、サラリーマンは新たな生きがいの場を自ら見い出す積極性も持たず、生きがいの喪失に繋がっていると指摘される。

## サラリーマンのイメージ
サラリーマンは、その生活基盤を特定企業に依存していることが多く、これを揶揄して社畜（しゃちく・「会社の家畜」という意味）や会社の犬と呼ばれる（自嘲する）ケースも見られる。このほか、没個性的な組織の歯車・会社への忠誠および依存（宮仕え）・年功序列・企業戦士・接待ゴルフ・過度の残業・ワーカホリック・過労死といったイメージとしばしば結びつけられる。時代背景によってもイメージは変わり、高度経済成長期のモーレツ社員や、バブル経済期（バブル景気）当時の栄養ドリンク片手に午前様も厭わず世界を股に掛けて走るビジネスマン、バブル経済崩壊後のリストラに怯えるサラリーマンなど様々なイメージが作られている。
大学生が抱くサラリーマンのイメージは、｢スーツとネクタイで忙しく残業をしている男が、残業で疲れ、忙しく、愚痴を言っている｣ 姿を中心に、「汗をかいて頭を下げながら仕事をしている｣姿、｢車内で疲れきった様子で集団に埋没している｣姿、｢女性を含めて笑顔で挨拶をしている｣姿などで、感情評価としては ｢大変そう｣ ｢つらそう｣ といった同情や哀れみの感情が多く、｢なりたくない姿｣ ｢つまらない｣ あるいは ｢汚い｣ といった軽蔑感情が示されている。

## 脱サラ
サラリーマンを辞めて、サラリーマン以外の違う仕事（起業する・資格を取り専門職になる・実質的な生産業に従事する・創作活動に転向するなど、個人事業主が多い）に就くことを脱サラ（だつサラ・だっサラ）という。ただ一般に「望む職業に就く」ものであるとされているため、「リストラされてやむなく家業を継いだ」や「勤めていた会社が倒産・廃業し、その顧客を引き継ぐ形で新たに自分の会社を起業した」といった受動的な理由によるものや無目的な転職に関しては、通常はこの範疇に含まれない（ただし、病気やリストラをきっかけにしてサラリーマン以外に職を求めることを含む場合もある）。また結婚して専業主婦または主夫になる事は、脱サラ扱いされない。
脱サラ事例としては、個人事業主が多く、以下のような事例がある。
1. 起業により経営者になること（SOHOによるウェブデザイナー・通信販売業・コンサルティング業・学習塾など）
2. 農業や漁業などの一次産業（農業だけでは食べられず、兼業農家となることもある）
3. 伝統産業などの職人になること
4. 著作家・漫画家・写真家・イラストレーターなどへの転向
5. 飲食店や個人経営商店の開業（フランチャイズなども含む）

一方で、脱サラ起業（特に飲食関連）は失敗例も多く、サラリーマン時代との評価や信用度の違いに苦しむ場合も少なくない。

## フィクション

### サラリーマンを冠した作品
- 前田一『サラリマン物語』昭和3年、東洋経済出版部。
- サラリーマンどんと節 気楽な稼業と来たもんだ
- 周防正行『サラリーマン教室 係長は楽しいな』昭和61年、TBSテレビドラマ。
- サラリーマン金太郎
- サラリーマンNEO
- サラリーマン - オレたちひょうきん族に登場するキャラクター
- サラリーマン専科
- サラリーマン - ブリーフ&トランクスの曲。詳細はブリトラ依存症#収録曲を参照。

### サラリーマンをテーマにした作品

#### 現在・過去が舞台の作品
- スーダラ節 わかっちゃいるけどやめられねぇ
- 課長バカ一代
- 総務部総務課山口六平太
- 植田まさしの4コマ漫画作品
  - のんき君
  - フリテンくん
  - かりあげクン
  - おとぼけ課長
- かいしゃいんのメロディー
- 企業戦士YAMAZAKI
- 貝社員
- ひげを剃る。そして女子高生を拾う。

#### 未来が舞台の作品
- 逆転イッパツマン - タイムボカンシリーズ
- 地球防衛企業ダイ・ガード